# La Noë-Blanche
La Noë-Blanche is een gemeente in het Franse departement Ille-et-Vilaine (regio Bretagne). De plaats maakt deel uit van het arrondissement Redon. La Noë-Blanche telde op 1 januari 2022 1.007 inwoners.

## Geografie
De oppervlakte van La Noë-Blanche bedroeg op 1 januari 2022 23,18 vierkante kilometer; de bevolkingsdichtheid was toen 43,4 inwoners per km².

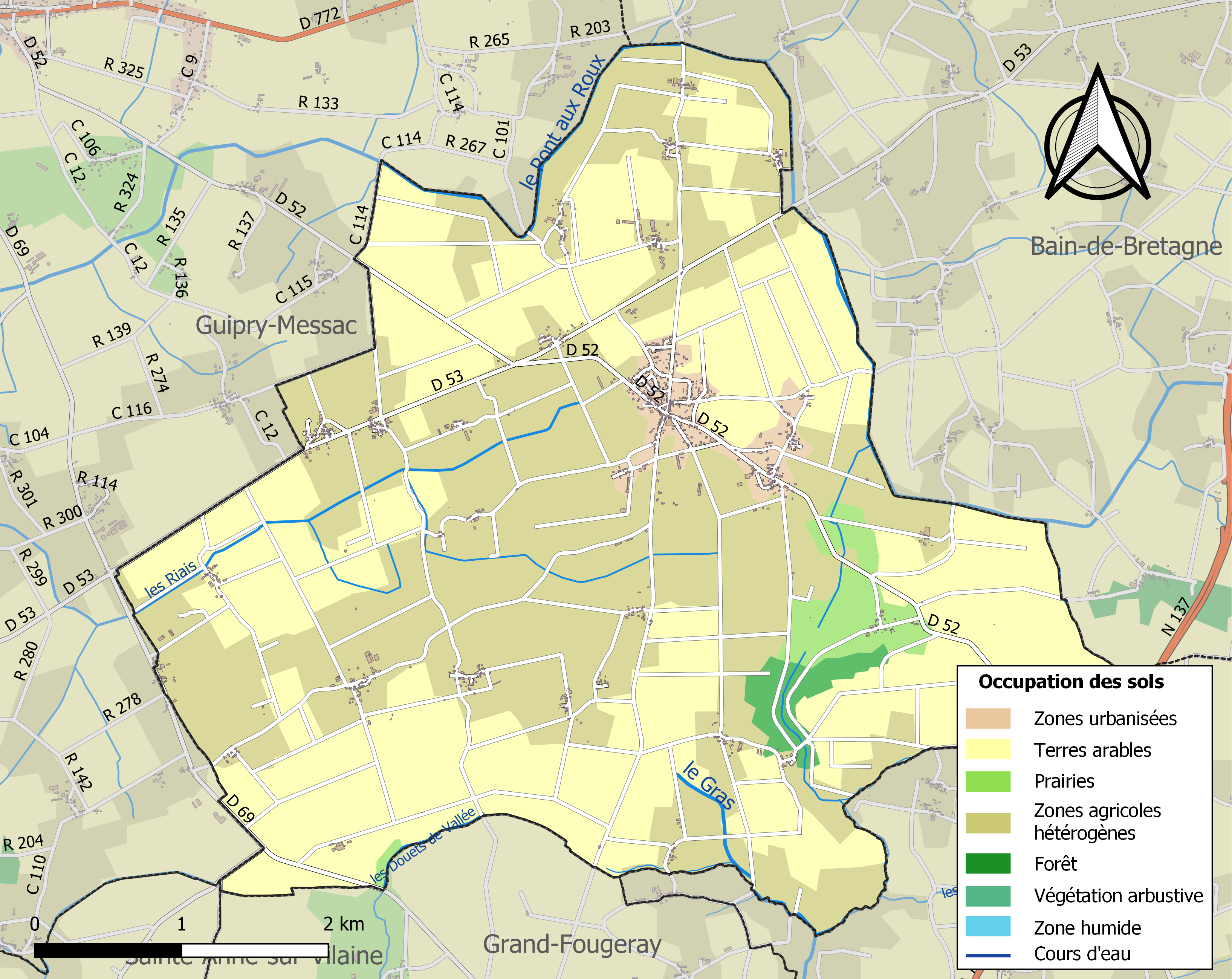
Kaart van de gemeente met belangrijkste infrastructuur, bodemgebruik en omliggende gemeenten

## Demografie
Onderstaande figuur toont het verloop van het inwonertal (bron: INSEE-tellingen).